# Cattedrali in Polonia
Questa è una lista di cattedrali in Polonia.

## Chiesa cattolica
| Città               | Cattedrale                                                             | Diocesi                         | Immagine |
| ------------------- | ---------------------------------------------------------------------- | ------------------------------- | -------- |
| Białystok           | Cattedrale di Białystok                                                | Białystok                       |          |
| Bielsko-Biała       | Cattedrale di Bielsko-Biała                                            | Bielsko-Żywiec                  |          |
| Żywiec              | Cattedrale di Żywiec                                                   | Bielsko-Żywiec                  |          |
| Breslavia           | Cattedrale di Breslavia                                                | Breslavia                       |          |
| Breslavia           | Cattedrale dei Santi Giacomo e Vincenzo                                | Breslavia-Koszalin              |          |
| Bydgoszcz           | Cattedrale di Bydgoszcz                                                | Bydgoszcz                       |          |
| Cracovia            | Cattedrale del Wawel                                                   | Cracovia                        |          |
| Częstochowa         | Cattedrale di Częstochowa                                              | Częstochowa                     |          |
| Danzica-Oliwa       | Cattedrale di Oliwa                                                    | Danzica                         |          |
| Danzica             | Concattedrale di Danzica                                               | Danzica                         |          |
| Drohiczyn           | Cattedrale di Drohiczyn                                                | Drohiczyn                       |          |
| Sokołów Podlaski    | Cattedrale di Sokołów Podlaski                                         | Drohiczyn                       |          |
| Elbląg              | Cattedrale di Elbląg                                                   | Elbląg                          |          |
| Ełk                 | Cattedrale di Ełk                                                      | Ełk                             |          |
| Gołdap              | Concattedrale di Gołdap                                                | Ełk                             |          |
| Suwałki             | Concattedrale di Suwałki                                               | Ełk                             |          |
| Gliwice             | Cattedrale di Gliwice                                                  | Gliwice                         |          |
| Gniezno             | Cattedrale di Gniezno                                                  | Gniezno                         |          |
| Kalisz              | Cattedrale di Kalisz                                                   | Kalisz                          |          |
| Ostrów Wielkopolski | Concattedrale di Ostrów Wielkopolski                                   | Kalisz                          |          |
| Katowice            | Cattedrale di Katowice                                                 | Katowice                        |          |
| Kielce              | Cattedrale di Kielce                                                   | Kielce                          |          |
| Koszalin            | Cattedrale di Koszalin                                                 | Koszalin-Kołobrzeg              |          |
| Kołobrzeg           | Cattedrale di Kołobrzeg                                                | Koszalin-Kołobrzeg              |          |
| Legnica             | Cattedrale di Legnica                                                  | Legnica                         |          |
| Łódź                | Cattedrale di Łódź                                                     | Łódź                            |          |
| Łomża               | Cattedrale di Łomża                                                    | Łomża                           |          |
| Łowicz              | Cattedrale di Łowicz                                                   | Łowicz                          |          |
| Lublino             | Cattedrale di Lublino                                                  | Lublino                         |          |
| Opole               | Cattedrale di Opole                                                    | Opole                           |          |
| Varsavia            | Cattedrale di Campo dell'Esercito Polacco                              | Ordinariato militare in Polonia |          |
| Olsztyn             | Cattedrale del Patrocinio della Santissima Madre di Dio                | Olsztyn-Danzica                 |          |
| Danzica             | Concattedrale di San Bartolomeo e della Protezione di Maria Santissima | Olsztyn-Danzica                 |          |
| Pelplin             | Cattedrale di Pelplin                                                  | Pelplin                         |          |
| Płock               | Cattedrale di Płock                                                    | Płock                           |          |
| Poznań              | Cattedrale di Poznań                                                   | Poznań                          |          |
| Przemyśl            | Cattedrale di Przemyśl                                                 | Przemyśl                        |          |
| Przemyśl            | Cattedrale di San Giovanni Battista                                    | Przemyśl-Varsavia               |          |
| Varsavia            | Concattedrale della Dormizione di Maria Vergine                        | Przemyśl-Varsavia               |          |
| Radom               | Cattedrale di Radom                                                    | Radom                           |          |
| Rzeszów             | Cattedrale di Rzeszów                                                  | Rzeszów                         |          |
| Sandomierz          | Cattedrale di Sandomierz                                               | Sandomierz                      |          |
| Stalowa Wola        | Cattedrale di Stalowa Wola                                             | Sandomierz                      |          |
| Siedlce             | Cattedrale di Siedlce                                                  | Siedlce                         |          |
| Sosnowiec           | Cattedrale di Sosnowiec                                                | Sosnowiec                       |          |
| Stettino            | Cattedrale di Stettino                                                 | Stettino-Kamień                 |          |
| Kamień Pomorski     | Cattedrale di Kamień Pomorski                                          | Stettino-Kamień                 |          |
| Świdnica            | Cattedrale di Świdnica                                                 | Świdnica                        |          |
| Tarnów              | Cattedrale di Tarnów                                                   | Tarnów                          |          |
| Toruń               | Cattedrale di Toruń                                                    | Toruń                           |          |
| Chełmża             | Cattedrale di Chełmża                                                  | Toruń                           |          |
| Frombork            | Cattedrale di Frombork                                                 | Varmia                          |          |
| Olsztyn             | Cattedrale di Olsztyn                                                  | Varmia                          |          |
| Varsavia            | Basilica arcicattedrale di San Giovanni Battista                       | Varsavia                        |          |
| Varsavia            | Cattedrale di San Michele Arcangelo e San Floriano                     | Varsavia-Praga                  |          |
| Varsavia            | Concattedrale di Nostra Signora della Vittoria                         | Varsavia-Praga                  |          |
| Włocławek           | Cattedrale di Włocławek                                                | Włocławek                       |          |
| Zamość              | Cattedrale di Zamość                                                   | Zamość-Lubaczów                 |          |
| Lubaczów            | Cattedrale di Lubaczów                                                 | Zamość-Lubaczów                 |          |
| Gorzów Wielkopolski | Cattedrale di Gorzów Wielkopolski                                      | Zielona Góra-Gorzów             |          |
| Zielona Góra        | Cattedrale di Zielona Góra                                             | Zielona Góra-Gorzów             |          |

## Chiesa evangelica augustea in Polonia
| Città         | Cattedrale                          | Diocesi                | Immagine |
| ------------- | ----------------------------------- | ---------------------- | -------- |
| Katowice      | Cattedrale della Resurrezione       | Katowice               |          |
| Breslavia     | Cattedrale della Divina Provvidenza | Breslavia              |          |
| Olsztyn       | Cattedrale di Cristo Salvatore      | Mazurska               |          |
| Bielsko-Biała | Cattedrale del Salvatore            | Cieszyn                |          |
| Sopot         | Cattedrale del Salvatore            | Pomerania-Wielkopolska |          |
| Pabianice     | Cattedrale dei Santi Pietro e Paolo | Varsavia               |          |

## Chiese vetero-cattoliche

### Chiesa polacco-cattolica
| Città       | Cattedrale                                               | Diocesi              | Immagine |
| ----------- | -------------------------------------------------------- | -------------------- | -------- |
| Breslavia   | Cattedrale di Santa Maria Maddalena                      | Breslavia            |          |
| Częstochowa | Cattedrale di Maria Madre di Dio e Regina degli Apostoli | Cracovia-Częstochowa |          |
| Kotłów      | Procattedrale di Santa Maria Vergine                     | Breslavia            |          |
| Strzyżowice | Procattedrale di Nostra Signora del Perpetuo Soccorso    | Cracovia-Częstochowa |          |
| Varsavia    | Cattedrale dello Spirito Santo                           | Varsavia             |          |

### Chiesa cattolica nazionale polacca in Polonia
| Città    | Cattedrale              | Diocesi | Immagine |
| -------- | ----------------------- | ------- | -------- |
| Varsavia | Chiesa del Buon Pastore |         |          |

### Chiesa vetero-cattolica polacca
| Città | Cattedrale                   | Diocesi | Immagine |
| ----- | ---------------------------- | ------- | -------- |
| Łódź  | Cattedrale della Santa Croce |         |          |

## Chiese mariavite

### Chiesa vetero-cattolica mariavita
| Città   | Cattedrale                               | Diocesi           | Immagine |
| ------- | ---------------------------------------- | ----------------- | -------- |
| Łódź    | Cattedrale di San Francesco d'Assisi     | Slesia-Łódź       |          |
| Płock   | Tempio della Misericordia e della Carità | Varsavia-Płock    |          |
| Wiśniew | Chiesa della Santissima Trinità          | Lublino-Podlachia |          |

### Chiesa cattolica mariavita
| Città      | Cattedrale          | Diocesi  | Immagine |
| ---------- | ------------------- | -------- | -------- |
| Felicjanów | Monastero mariavita | Płock    |          |
| Varsavia   | Cappella mariavita  | Varsavia |          |

## Chiese ortodosse

### Chiesa ortodossa polacca
| Città                | Cattedrale                                             | Diocesi                                | Immagine |
| -------------------- | ------------------------------------------------------ | -------------------------------------- | -------- |
| Białystok            | Cattedrale di San Nicola                               | Białystok e Danzica                    |          |
| Bielsk Podlaski      | Concattedrale della Natività della Beata Vergine Maria | Varsavia e Bielsk                      |          |
| Breslavia            | Cattedrale della Natività della Beata Vergine Maria    | Breslavia e Stettino                   |          |
| Chełm                | Concattedrale di San Giovanni Teologo                  | Lublino e Chełm                        |          |
| Danzica              | Concattedrale di San Nicola                            | Białystok e Danzica                    |          |
| Gorlice              | Concattedrale della Santissima Trinità                 | Przemyśl e Nowy Sącz                   |          |
| Łódź                 | Cattedrale di Sant'Alessandro Nevsky                   | Łódź e Poznań                          |          |
| Lublino              | Cattedrale della Trasfigurazione                       | Lublino e Chełm                        |          |
| Piotrków Trybunalski | Concattedrale di Tutti i Santi                         | Łódź e Poznań                          |          |
| Poznań               | Concattedrale di San Nicola                            | Łódź e Poznań                          |          |
| Sanok                | Cattedrale della Santissima Trinità                    | Przemyśl e Nowy Sącz                   |          |
| Stettino             | Concattedrale di San Nicola                            | Breslavia e Stettino                   |          |
| Varsavia             | Cattedrale di Santa Maria Maddalena                    | Varsavia e Bielsk                      |          |
| Varsavia             | Cattedrale militare di San Nicola                      | Ordinariato militare ortodosso polacco |          |

### Chiesa ortodossa russa
| Città    | Cattedrale                           | Diocesi            | Immagine |
| -------- | ------------------------------------ | ------------------ | -------- |
| Varsavia | Cattedrale di Sant'Alessandro Nevsky | Varsavia e Vistola |          |